# Cara Maria Meșter
Cara Maria Meșter (* 17. Januar 2005 in Bukarest) ist eine rumänische Tennisspielerin.

## Karriere
Meșter spielt bislang ausschließlich auf der ITF Women’s World Tennis Tour, wo sie bisher drei Titel im Doppel gewinnen konnte.
2023 trat Meșter bei allen vier Grand-Slam-Turnieren in den Juniorinnenwettbewerben an. Bei den Australian Open verlor sie in der ersten Runde des Juniorinneneinzels gegen Madeleine Jessup mit 4:6, 6:3 und 1:6. Im Juniorinnendoppel erreichte sie mit ihrer deutschen Partnerin Sonja Zhiyenbayeva das Viertelfinale, wo sie gegen die beiden an zwei gesetzten russischen Nachwuchsstars Mirra Andrejewa und Alina Kornejewa mit 2:6 und 2:6 verloren. Bei den French Open erreichte sie im Juniorinneneinzel mit einem 7:65 und 6:3 über Valeria Ray die zweite Runde, wo sie dann gegen Tereza Valentová mit 1:6 und 2:6 verlor. Im Juniorinnendoppel trat sie mit ihrer Partnerin Iwa Iwanowa an, wo die beiden mit einem 6:3 und 6:3 Sieg über Sarah Iliev und Astrid Lew Yan Foon in die zweite Runde einzogen, dann aber gegen Tyra Caterina Grant und Clervie Ngounoue mit 2:6 und 3:6 verloren. In Wimbledon verlor sie im Juniorinneneinzel gegen Mingge Xu ihr Auftaktmatch mit 6:76 und 4:6. Im Juniorinnendoppel verlor sie mit Partnerin Sonja Zhiyenbayeva gegen die an Position drei gesetzten Sayaka Ishii und Ena Koike in der ersten Runde mit 5:7 und 2:6. Bei den US Open verlor sie in der ersten Runde des Juniorinneneinzel gegen Kaitlin Quevedo mit 3:6 und 1:6. Im Juniorinnendoppel scheiterte sie n der ersten Runde mit Partnerin Lily Taylor an dem topgesetzten Duo und den späteren Halbfinalistinnen Renáta Jamrichová und Kaitlin Quevedo mit 6:2, 1:6 und [0:10].

## Turniersiege

### Doppel
| Nr. | Datum         | Turnier  | Kategorie | Belag | Partnerin             | Finalgegnerinnen                                | Ergebnis          |
| --- | ------------- | -------- | --------- | ----- | --------------------- | ----------------------------------------------- | ----------------- |
| 1.  | 25. Mai 2024  | Bukarest | ITF W15   | Sand  | Stefania Bojica       | Joana Konstantinowa Kristiana Sidorowa          | 0:6, 6:4, [10:8]  |
| 2.  | 7. Juni 2025  | Focșani  | ITF W15   | Sand  | Vanessa Popa Teiușanu | Alexandra Irina Anghel Patricia Georgiana Goina | 6:3, 6:4          |
| 3.  | 28. Juni 2025 | Galați   | ITF W15   | Sand  | Vanessa Popa Teiușanu | Ilinca Sagmar Cristiana Nicoleta Todoni         | 7:60, 2:6, [10:6] |